# Battaglia di Worringen
La Battaglia di Worringen fu combattuta il 5 giugno 1288 vicino alla città di Worringen (Woeringen), ora il quartiere più a nord della città di Colonia. Fu la battaglia decisiva della Guerra di successione di Limburgo, combattuta per il possesso del Ducato di Limburgo tra l'Arcivescovo Sigfrido II di Colonia e Giovanni I, duca di Brabante. La battaglia nonostante il numero non elevato di forze coinvolte fu significativa per le sue conseguenze politiche e poiché in essa perirono numerosi esponenti della Casata di Lussemburgo.